# Aducanumab
Aducanumab ist ein Anti-Amyloid-Antikörper, der in den USA im Juni 2021 unter dem Namen Aduhelm (Biogen) mittels eines beschleunigten Verfahrens und in einem umstrittenen FDA-Entscheid zur Behandlung der Alzheimer-Krankheit zugelassen wurde. Es ist seit 2003 das erste neue Arzneimittel in der Alzheimertherapie und zugleich der erste Wirkstoff, der auf die grundlegende Pathophysiologie der Krankheit abzielt. Der in der EU gestellte Zulassungsantrag scheiterte. 2024 wurde das Medikament weltweit vom Markt genommen.

## Eigenschaften

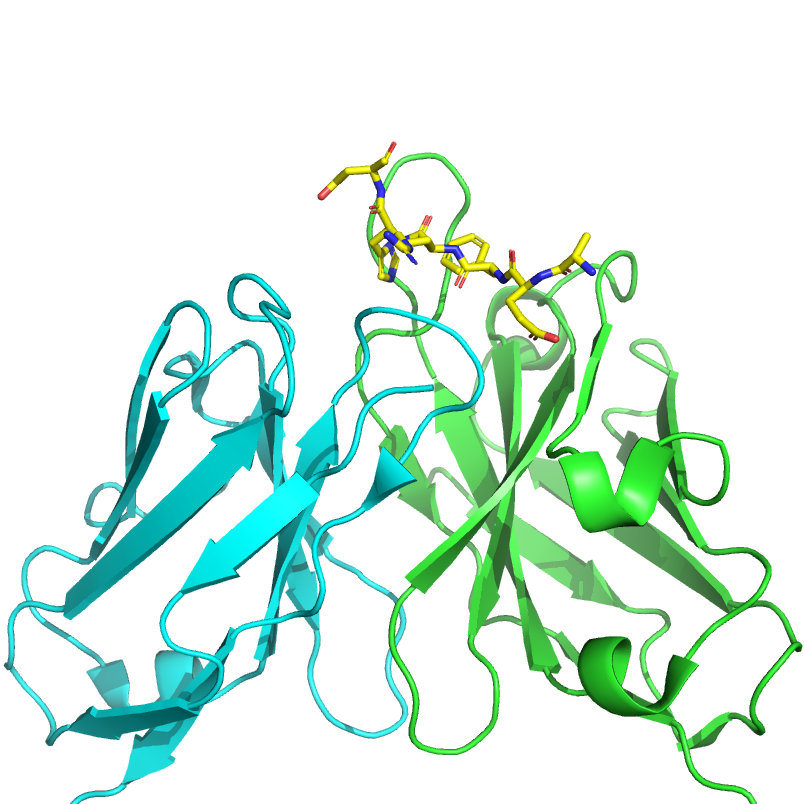
Darstellung eines AduFab/Aβ-Peptid-Komplexes (nach): Fab-Fragment des Aducanumab (AduFab) mit der schweren Kette in Grün, der leichten Kette in Cyan; das Aβ1-11-Peptid als ein Fragment des Beta-Amyloids in Gelb, wobei Stickstoff- und Sauerstoffatome in Blau bzw. Rot dargestellt sind. AduFab interagiert über Antigenbindungsstellen (complementarity-determining regions, CDR) in der leichten und schweren Kette mit dem Aβ1-11-Peptid

Aducanumab ist ein rekombinanter humaner monoklonaler Antikörper vom Typ Immunglobulin-G1 (IgG1), der gegen aggregierte lösliche und unlösliche Formen des Beta-Amyloids gerichtet ist. Hergestellt wird er in einer Ovarialzelllinie des Chinesischen Zwerghamsters (CHO-Zellen).

## Therapeutische Verwendung
Aducanumab ist angezeigt zur Behandlung der Alzheimer-Krankheit, einer neurodegenerativen Erkrankung, die durch zunehmenden Verlust geistiger Fähigkeiten (Demenz) und Persönlichkeitsveränderungen gekennzeichnet ist. Bei Erteilung der Zulassung im Juni 2021 bestand zunächst keine Einschränkung der Therapie nach Schwere oder Stadium der Erkrankung. Allerdings wurde die Indikation im Juli 2021 auf Patienten mit leichten Symptomen eingeschränkt, dies entspricht der Population, die in den klinischen Studien untersucht wurde.
Die Verabreichung erfolgt als monatliche intravenöse Infusion.

### Studien
Das Präparat wurde in den USA im Juni 2021 nach einem beschleunigten Zulassungsverfahren (accelerated approval) zugelassen, das angewendet werden kann für ein Arzneimittel gegen eine schwere oder lebensbedrohliche Krankheit, das voraussichtlich einen erheblichen therapeutischen Vorteil gegenüber bestehenden Behandlungen bietet. Für die beschleunigte Zulassung kann die Wirkung des Arzneimittels an einem Surrogat-Endpunkt gemessen werden, der einen wahrscheinlichen Nutzen für Patienten vorhersagt. Nach Zulassungserteilung muss der pharmazeutische Unternehmer weitere klinische Daten erheben (post-approval studies), um den erwarteten klinischen Nutzen zu bestätigen.
Die Zulassung basiert auf Ergebnissen aus drei doppelblinden, randomisierten, placebokontrollierten Studien mit insgesamt 3.482 Patienten mit Alzheimer-Krankheit. Der Surrogat-Endpunkt war die Reduktion der Beta-Amyloid-Plaques. Diese Eiweißablagerungen im Gehirn sind eine charakteristische Erscheinung der Alzheimer-Krankheit. Die Beta-Amyloid-Plaques wurden durch Bildgebung mittels Positronen-Emissions-Tomographie (PET) quantifiziert, um Änderungen der Plaque-Spiegel in den entsprechenden Hirnregionen auszuwerten.
Die US-Arzneimittelbehörde Food and Drug Administration (FDA) stützte ihre Entscheidung darauf, dass Patienten, die die Behandlung erhielten, eine signifikante dosis- und zeitabhängige Reduktion der Beta-Amyloid-Plaques hatten, während dies bei den Patienten im Kontrollarm nicht der Fall war. Die Zulassung wurde mit der Auflage verbunden, eine weitere Studie zur Wirksamkeit des Medikaments durchzuführen.

### Wirksamkeit
Die Probanden der Studie, die einen positiven Effekt auswies, zeigten in neuropsychologischen Tests zwischen 18 und 22 Prozent weniger Verschlechterung während der 78 Wochen Studiendauer als die Probanden in der Placebogruppe. Einmal verlorene Fähigkeiten werden nicht zurückgewonnen. Das Deutsche Ärzteblatt bezeichnet die klinische Relevanz als „vermutlich gering“.

### Nebenwirkungen und Anwendungsbeschränkungen
Die häufigsten Nebenwirkungen von Aducanumab waren Amyloid-bedingte Bildgebungsanomalien (ARIA), Kopfschmerzen, Sturz, Durchfall, Verwirrung, Delirium, veränderter mentaler Status und Desorientierung. Die Verschreibungsinformation für Aduhelm enthält einen Warnhinweis für ARIA, die sich meist als vorübergehende Schwellungen in Bereichen des Gehirns zeigen und sich in der Regel mit der Zeit zurückbilden. Ein weiterer Warnhinweis betrifft das Risiko von Überempfindlichkeitsreaktionen, einschließlich Angioödemen und Urtikaria.

### Kosten
Eine Infusion für einen durchschnittlich 74 kg schweren Patienten sollte ursprünglich 4.312 US-Dollar kosten. Die Behandlung wird alle 4 Wochen wiederholt, woraus sich jährliche Behandlungskosten von etwa 56.000 US-Dollar ergeben. Hinzu kommen die Kosten für regelmäßige Untersuchungen, um die Beta-Amyloid-Last zu bestimmen, was eine Positronen-Emissions-Tomographie (PET) erforderlich macht. Angesichts der Skepsis gegenüber dem Medikament halbierte Biogen den Preis auf 28.200 US-Dollar pro Jahr. Wegen der zu erwartenden sehr hohen Kosten bei breiter Anwendung des Medikaments schränkte die amerikanische Krankenversicherung Medicare die Erstattung auf Patienten ein, die an klinischen Studien teilnehmen.

## Entwicklung und Zulassung
Die Entwicklung und Zulassung des Antikörpers verlief wechselhaft. Im Jahr 2019 waren zwei große klinische Studien wegen mangelnder Aussicht auf Erfolg nach einer Zwischenauswertung vorerst abgebrochen worden. Zu diesem Zeitpunkt lagen Daten von rund 1.700 Probanden vor. Während der Zwischenanalyse lief die Studie noch weiter. Die daraus gewonnenen Daten von insgesamt 3.200 Patienten wurden ebenfalls ausgewertet, mit dem Ergebnis, dass in einer Studie positive Wirkung beobachtet wurde, in der anderen nicht.

### USA
Im Oktober 2020 stellte der Hersteller Biogen einen Zulassungsantrag bei der FDA. Das zuständige externe Beratergremium der FDA – das Peripheral and Central Nervous System (PCNS) Drugs Advisory Committee – sprach sich im November 2020 gegen die Zulassung aus. Der Nutzen des Arzneimittels sei fraglich, da eine Verbesserung der Alzheimer-Symptomatik bezüglich der Verlangsamung des kognitiven und funktionellen Abbaus nicht eindeutig erwiesen war – nur eine der beiden Studien habe den primären Endpunkt erreicht. Zudem hatten an den Studien bis dato nur Patienten in einem frühen Krankheitsstadium mit milden Symptomen teilgenommen, das Anwendungsgebiet erstreckte sich jedoch ohne Einschränkung auf die Behandlung aller Stadien. Auch andere Wissenschaftler äußerten sich skeptisch und kritisierten die Entscheidung der FDA, die entgegen der Empfehlung des Gremiums die Zulassung erteilt hatte.
Die FDA äußerte sich in einer Stellungnahme zu ihrer positiven Entscheidung. Trotz der schwierigen Datenlage gebe es substanzielle Hinweise darauf, dass Plaques im Gehirn durch das Medikament reduziert würden und eine hinreichende Wahrscheinlichkeit, dass ein wichtiger Nutzen für den Patienten zu erwarten sei. Die FDA hat die Zulassung an die Auflage geknüpft, dass Biogen die Wirksamkeit des Arzneimittels mit einer weiteren Studie belegt. Im Juli 2021 wurde die Anwendung auf Patienten mit leichten Symptomen eingeschränkt, entsprechend der Population, die in den klinischen Studien untersucht wurde, 2022 überließ der bisherige Partner Eisai die weltweiten Vermarktungsrechte Biogen. Die durch die FDA geforderte Studie zum Nachweis des klinischen Nutzens wurde 2024 abgebrochen und der Vertrieb von Aduhelm weltweit eingestellt. Die Rechte fielen an den ursprünglichen Entwickler Neurimmune zurück.

### EU
Die Europäische Arzneimittel-Agentur (EMA) empfahl die Zulassung für die Europäische Union nicht. In seinem Gutachten vom 16. Dezember 2021 kam der Ausschuss für Humanarzneimittel (CHMP) zum Schluss, dass, obwohl Aducanumab das Beta-Amyloid im Gehirn reduziere, der Zusammenhang zwischen dieser Wirkung und der klinischen Verbesserung nicht nachgewiesen wurde. Die Ergebnisse der Hauptstudien seien widersprüchlich und hätten insgesamt nicht gezeigt, dass Aduhelm bei der Behandlung von Erwachsenen mit Alzheimer im Frühstadium wirksam war. Zudem habe eine ausreichende Sicherheit nicht gezeigt werden können. MRT-Bilder einiger Patienten zeigten Amyloid-assoziierte Bildgebungsanomalien, die durch Schwellungen oder Blutungen verursacht werden und möglicherweise zu Schäden führen könnten. Es sei auch nicht klar, ob diese Anomalien in der klinischen Praxis entsprechend überwacht und behandelt werden könnten. Da somit der Nutzen von Aducanumab die Risiken nicht überwiege, empfahl die EMA die Zulassung zu verweigern. Einen Antrag auf eine erneute Prüfung der Beurteilung zog Biogen im April 2022 zurück, als sich abzeichnete, dass die Mängel in der Datenlage nicht behoben werden konnten.

### Schweiz
Das im April 2021 beim schweizerischen Heilmittelinstitut Swissmedic eingereichte Zulassungsgesuch wurde im Frühjahr 2022 zurückgezogen.